# 酒井董美
酒井 董美（さかい ただよし、1935年 - ）は、日本の民話研究者。島根大学名誉教授。

## 来歴
島根県松江市出身。1957年島根大学教育学部卒業。その後、玉川大学文学部通信教育課程卒業。
島根県の中学校・高等学校に勤務した後、島根大学法文学部助教授、教授を務め、1999年に定年退官、名誉教授となる。その後、鳥取女子短期大学（現・鳥取短期大学）教授となり、2006年に退職した。
松江市大庭町にある出雲かんべの里館長に就任した。
山陰両県の口承文芸を収録・研究しており、2005年より山陰民俗学会会長となる。

## 著書

### 単著
- 『「島根」ふるさとの民話』ワン・ライン、1993年
- 『山陰の口承文芸論』三弥井書店、1998年
- 『「島根」隠岐の民話』（福本隆男・画）ワン・ライン、2000年
- 『「鳥取」ふるさとの民話』（福本隆男・画）ワン・ライン、2000年
- 『随想山陰つれづれ』新風書房、2003年
- 『山陰のわらべ歌』三弥井書店、2004年
- 『向かい山猿が三匹とおる 石見の民話・民謡・わらべ歌』ハーベスト出版、2009年
- 『さんいんの民話とわらべ歌 島根県・鳥取県』ハーベスト出版、2010年
- 『ふるさとの民話』第1-9集 ハーベスト出版〈さんいんの民話シリーズ〉、2011年 - 2014年
- 『山陰のわらべ歌・民話文化論』三弥井書店、2013年

### 共編著
- 『石見のわらべうた』田中幸雄採譜 松江今井書店、1962年
- 『県境の町 吉賀地方の社会と文化』（森安章・小原徹との共著）今井書店〈山陰文化シリーズ〉、1966年
- 『鼻きき甚兵衛 出雲の昔話』（田中瑩一と共編）桜楓社、1974年
- 『日本の昔話 27 石見の昔話』（編）日本放送出版協会、1979年
- 『日本の伝説 出雲・石見の伝説』（萩坂昇との共著）角川書店、1980年
- 『魚屋と山姥 隠岐・島前の昔話』（編） 桜楓社、1980年
- 『日本伝説大系 第11巻 山陰編 鳥取・島根』（野村純一編集・共著）みずうみ書房、1984年
- 『日本わらべ歌全集 20 下　島根のわらべ歌』（尾原昭夫との共著）柳原書店、1984年
- 『日本わらべ歌全集 20 上 鳥取のわらべ歌』（尾原昭夫との共著）柳原書店、1985年
- 『島根の冠婚葬祭 家蔵版』（白石昭臣との共著）ワン・ライン 2000年
- 『島根の民謡 歌われる古き日本の暮らしと文化』（藤井浩基との共著）三弥井書店、2009年

## 論文
- cinii

## 賞歴
- 久留島武彦文化賞 - 1987年[2]。